# Maria Coelho de Barros
Maria Inês Coelho de Barros (18 de julio de 2001) es una deportista portuguesa que compite en tiro, en la modalidad de tiro al plato.
Ganó una medalla de oro en el Campeonato Mundial de Tiro de 2023 y dos medallas en el Campeonato Europeo de Tiro, en los años 2022 y 2023.

## Palmarés internacional
| Campeonato Mundial | Campeonato Mundial | Campeonato Mundial | Campeonato Mundial |
| Año                | Lugar              | Medalla            | Prueba             |
| ------------------ | ------------------ | ------------------ | ------------------ |
| 2023               | Bakú (Azerbaiyán)  | Medalla de oro     | Foso mixto         |
| Campeonato Europeo |                    |                    |                    |
| Año                | Lugar              | Medalla            | Prueba             |
| 2022               | Lárnaca (Chipre)   | Medalla de bronce  | Foso mixto         |
| 2023               | Osijek (Croacia)   | Medalla de oro     | Foso               |